# Merlin (serie televisiva)
Merlin è una serie televisiva inglese prodotta dalla società indipendente Shine Limited di Elisabeth Murdoch, trasmessa da BBC One dal 20 settembre 2008 al 24 dicembre 2012.
La serie, ispirandosi al Ciclo arturiano, racconta le avventure del mago Merlino e di Artù Pendragon in età giovanile, descrivendo il loro primo incontro e l'evoluzione del loro rapporto.
Visto il successo della serie in Gran Bretagna, 112 paesi ne hanno poi acquistato i diritti per la messa in onda, tra cui gli Stati Uniti sul network NBC, la Germania sulla rete RTL, la Francia su Canal Plus, il Sudafrica su Mnet, il Giappone su MICO e anche l'Italia, che ha trasmesso la serie dal 15 dicembre 2008 al 30 aprile 2014 su Italia 1 (st. 1-4) e Joi (st. 5) e Italia 2 (st. 5 in chiaro). 
La serie è stata girata tra il Galles e il Castello di Pierrefonds in Francia.
Il 26 novembre 2012 la BBC ha confermato che la quinta stagione sarebbe stata l'ultima, con un episodio speciale finale in due parti, rivisitazione delle leggende arturiane, nella battaglia di Camlann.

## Trama
(Introduzione della serie televisiva)
Il regno di Camelot era abitato dalla Magia e quindi da maghi, streghe, draghi e tutte le altre creature mistiche. Il re Uther Pendragon, non potendo avere un erede dalla moglie Igraine, fece uso della magia della strega Nimueh, per riuscire a realizzare il suo desiderio. Per ristabilire gli equilibri del ciclo vitale nel mondo, la strega, alla nascita di Artù, prese la vita di Igraine. Uther, accecato dal dolore e dalla rabbia,  bandì l'uso della magia dal regno, dando inizio alla sua guerra contro la stregoneria chiamata la "Grande Epurazione", facendo uccidere tutti gli stregoni, le streghe e le creature magiche, eccetto l'ultimo drago rimasto Kilgharrah e le streghe Nimueh, Morgause (salvata da Gaius) e inconsapevolmente Morgana, quest'ultima proprio figlia di Uther, avuta da una relazione extraconiugale dopo la morte di Igraine, e sorellastra materna di Morgause.
Merlino, un giovane del villaggio di Eldor (al di fuori del regno di Camelot), vive tranquillamente nel suo villaggio senza mai imparare a usare i suoi poteri con incantesimi e parole magiche, essendo tanto potente da usare la magia anche senza formule; un giorno però sua madre lo manda a Camelot affidandolo al saggio medico di corte, Gaius, affinché Merlino riceva uno scopo per i suoi doni durante la vita adempiendo al suo destino, quale che esso sia.
A Camelot Merlino incontrerà il Grande Drago, ormai prigioniero di Uther Pendragon da vent'anni, il quale gli rivelerà che Merlino ha un grande destino che consiste nel proteggere e servire il principe Artù, cosicché un giorno Artù possa diventare re e fondare il regno di Albion. Spetterà quindi a Merlino il compito di proteggere Artù dai molti nemici di Camelot e del re Uther Pendragon, ma il giovane mago dovrà sempre cercare di tenere nascosti i suoi poteri in quanto Uther, avendo bandito la magia dal regno, condanna a morte chiunque la possieda, indipendentemente dall'uso che ne faccia.

## Episodi
La prima stagione è stata trasmessa nel Regno Unito in prima visione assoluta su BBC One dal 20 settembre al 13 dicembre 2008, la seconda dal 19 settembre al 19 dicembre 2009, la terza dall'11 settembre al 4 dicembre 2010, la quarta dal 1º ottobre al 24 dicembre 2011 e la quinta dal 6 ottobre al 24 dicembre 2012.
In Italia la prima stagione è andata in onda in prima visione assoluta su Italia 1 dal 15 dicembre 2008 al 20 gennaio 2009, la seconda dal 9 gennaio al 13 febbraio 2010, la terza dal 29 marzo al 14 aprile 2011 e la quarta dal 10 al 26 settembre 2012. La quinta è stata trasmessa in prima visione assoluta su Joi di Mediaset Premium dal 26 marzo al 30 aprile 2014 e in chiaro su Italia 2 dal 22 ottobre al 26 novembre 2014.
| Stagione         | Episodi | Prima TV UK | Prima TV Italia |
| ---------------- | ------- | ----------- | --------------- |
| Prima stagione   | 13      | 2008        | 2008-2009       |
| Seconda stagione | 13      | 2009        | 2010            |
| Terza stagione   | 13      | 2010        | 2011            |
| Quarta stagione  | 13      | 2011        | 2012            |
| Quinta stagione  | 13      | 2012        | 2014            |

## Personaggi e interpreti
- Merlino (stagioni 1-5), interpretato da Colin Morgan, doppiato da Davide Perino. Figlio del Signore dei Draghi Balinor e della contadina Hunith, è il protagonista della serie. È un mago potente, Signore dei Draghi (dall'ep.2x13) e servo e buon amico di Artù. Ha circa 20 anni all'inizio della serie. È imbranato, ma intelligente, coraggioso e nella quinta stagione, dopo anni di battaglie, si vedrà chiaramente quanto possa essere determinato e fermo sulle proprie decisioni quando si tratta di difendere Artù. Arriva a Camelot per essere aiutato da Gaius a controllare i suoi poteri, sotto richiesta della madre. Nei primi episodi ha un interesse per Gwen, ma alla fine della seconda stagione si innamora della druida Freya, che viene uccisa da Artù. Viene chiamato dai druidi "Emrys" e nelle ultime due stagioni, quando necessario, assume le sembianze di un vecchio, chiamato appunto in questo modo (oppure, di fronte ad Artù, Dragoon il Grande). È considerato il mago più potente del mondo, destinato a costruire con Artù il Regno di Albione (Inghilterra). Nell'episodio 5x9, cura Ginevra da una potente magia oscura, travestito da una vecchia strega, la Dolma.
- Artù Pendragon (stagioni 1-5), interpretato da Bradley James, doppiato da Stefano Crescentini. Figlio di Re Uther e della defunta regina Igraine, è il co-protagonista della serie e il principe (e poi Re) di Camelot. È il guerriero più forte di Camelot ed è il padrone e buon amico (anche se lo ammette raramente) di Merlino. Nella prima stagione ha un interesse evidente per Morgana, ma dalla seconda si innamora di Gwen, facendola diventare sua regina nel finale della quarta stagione. È testardo, viziato e si arrabbia facilmente con Merlino, ma nasconde un cuore d'oro. Ha circa 22 anni all'inizio della serie. È nato grazie alla magia, scoprendolo nell'ottavo episodio della seconda stagione, ma dopo che Merlino gli dice che gli hanno mentito, lo riscopre quando glielo dice Agravaine, nella quarta stagione. Nel terzo episodio, in seguito alla morte di Uther, diventerà re. Secondo una profezia, lui fonderà il regno di Albione (Inghilterra). Morirà nell'ultimo episodio della quinta stagione, quando lui e Mordred si uccideranno a vicenda nella celebre battaglia di Camlann, con le loro spade forgiate nei fuochi di Kilgharrah e Aithusa.
- Gaius (stagioni 1-5), interpretato da Richard Wilson, doppiato da Angelo Nicotra. Istruttore di Merlino (che considera come un figlio), è uno stregone e consigliere della corte di Camelot. In seguito alla morte della regina Igraine e alla "Grande Epurazione" smette di usare la magia (tranne in caso di pericolo), però insegna a Merlino la conoscenza magica e scientifica. È un anziano vispo e molto maturo, che consiglia il meglio a Merlino. Nelle prime tre stagioni si sa che è un medico sapiente e che è l'unico che conosce i segreti di Re Uther, suo discreto amico, come la nascita di Artù e la paternità di Morgana. Nella terza stagione viene posseduto da un Goblin (terzo episodio) e rincontra la sua vecchia fiamma Alice (nono episodio). Nell'ultimo episodio, invece, salva Merlino, che stava per essere ucciso da Morgause. Nella ultime due stagioni assume un ruolo più principale e riconosce che Merlino è cambiato, diventando un uomo più consapevole e deciso, per la protezione di Artù.
- Gwen (stagioni 1-5), interpretata da Angel Coulby, doppiata da Rossella Acerbo. Figlia del fabbro Tom e sorella maggiore di Elyan, è la serva di Morgana (prime tre stagioni) e successivamente la regina di Camelot (stagione 5). Ha circa 21 anni all’inizio della serie. È una ragazza dalla pelle e dai capelli scuri. Si innamora di Artù nella seconda stagione, ma ha un interesse allo stesso tempo per Lancillotto, che compare in alcuni episodi delle prime tre stagioni. Nella quarta, con la morte di Lancillotto e nel successivo episodio quella di Uther, ha un rapporto più libero con Artù. Nel nono episodio il re le chiede di diventare sua moglie ma con il ritorno di Lancillotto, risvegliato dai morti dalla rivale Morgana, lui le regala un bracciale stregato causando un bacio sotto gli occhi di Artù che imprigiona Lancillotto, che poi si uccide, e esilia l’ex-promessa sposa. Ma nel finale della stagione, lei e Artù capiscono che loro si amano veramente e così lei diventa regina. Nella quinta stagione, due anni dopo la sua incoronazione, è una regina severa con i colpevoli ed è gentile con i sudditi. Nel sesto episodio viene manipolata da Morgana, che la rende sua alleata, fino al nono dove Merlino travestito dalla vecchia strega Dolma la cura. Nell'ultimo episodio, in seguito alla morte di Artù, assume il comando diventando l'unica sovrana di Camelot.
- Morgana Pendragon (stagioni 1-5), interpretata da Katie McGrath, doppiata da Eleonora De Angelis. Figlia putativa di Gorlois di Cornovaglia e naturale di Lady Vivien, ingravidata da Uther, è la sorellastra di Artù e, a partire dalla terza stagione, l'antagonista della serie. È la Lady di Camelot (prime tre stagioni), una maga (stagioni 2 e 3), sacerdotessa e strega potente (stagioni 4 e 5) e temporanea regina di Camelot (episodi 3×13, 4×12 e 4×13). È una donna abile a combattere con la spada e, in seguito, con la magia. È carina e buona nelle prime stagioni, e poi affascinante e cattiva nelle ultime. Ha circa 20 anni all'inizio della serie. Nella prima stagione si capisce che è contro le crudeltà di Uther verso la magia, salvando dalle guardie un bambino druido, Mordred (ottavo episodio), e che lei e Artù hanno degli interessi reciproci.  Inizia ad avere dei sogni premonitori come la morte di Artù, a causa di un annegamento (settimo episodio) e di un morso di una bestia mitica (ultimo episodio), ma tutte e due scongiurate grazie all'intervento di Merlino. Dal terzo episodio della seconda stagione ha sviluppato la magia, chiedendo dunque spiegazioni ai druidi e rincontrando Mordred, mentre in seguito inizia a proseguire sulla via del male: nell'undicesimo episodio, infatti, è in combutta con Mordred e un uomo anch'esso druido, invece nel dodicesimo lo è con la sorellastra Morgause, che la porta con sé, dopo essere stata avvelenata da Merlino. Nella terza stagione, trovata da Artù, fa finta di perdonarlo di tentato avvelenamento, in realtà alleatasi con Morgause e Re Cendred contro Uther e, dopo aver scoperto sotto incoscienza che è figlia di Uther (quinto episodio),  anche contro Artù per ottenere il trono, cosa che accadrà nell'ultimo episodio, ma Artù, Merlino, Ginevra, Gaius e i cavalieri di Camelot metteranno fine alla sua tirannia. Ritorna nella quarta stagione dove, dopo aver ucciso la sorellastra per sua richiesta e aver aperto il velo tra i due mondi, la Callieach le annuncia che Emrys (Merlino) sarà il suo destino e la sua distruzione. In combutta con lo zio materno di Artù, Agravaine, medita vendetta contro Uther uccidendolo nel terzo episodio con un ciondolo, mentre nel corso della stagione si allea con la regina di Caerleon (quinto episodio), Alathor dei Catha (settimo episodio), l'ombra di Lancillotto evocata da lei dagli abissi (nono episodio) ed Helios nel finale della quarta stagione. Dopo essere stata ferita da un cavaliere e scaraventata da Merlino, scompare e, mentre Artù e Ginevra si sposano, lei viene curata dal fiato magico di Aithusa. Le due diventano amiche, però vengono rinchiuse dal crudele Sarrum sul fondo di un pozzo, garantendo due anni di pace a Camelot. Nella quinta stagione Morgana è ancora più malvagia, infatti cattura tanti cavalieri di Camelot, tra cui Galvano e Parsifal, e li fa lavorare nelle miniere della torre di Ismere per fargli trovare la chiave della conoscenza. I suoi schiavisti, tra cui Mordred, catturano Artù e Merlino, che però riescono a scappare arrivando nelle miniere della torre e aiutando i cavalieri. Scaraventando Merlino e minacciando Artù con un coltello, crede di poter trionfare, ma alle sue spalle Mordred  la pugnala avendo capito la sua crudeltà. Condannata ad una fuga con Aithusa, tra le lande del Nord, ritorna in altri episodi alleata con Odin (quarto episodio) e Ginevra (dal settimo al nono episodio), manipolata da lei nel sesto episodio dopo averla rapita. Nel decimo e undicesimo episodio la si vede con i Sassoni: nel decimo tortura e uccide Alathor per fargli rivelare chi è Emrys, mentre nell'undicesimo Mordred (deluso da Artù per aver giustiziato Kara, una ragazza druida a cui era particolarmente legato e attratto) si schiera definitivamente dalla sua parte e le rivela chi è tale mago: Merlino. Nel doppio episodio del finale arturiano, lei e Mordred guidano i Sassoni in battaglia, ma vengono sconfitti, in particolare Morgana viene pugnalata a morte da Merlino tramite la spada Excalibur, poco prima della morte dell'odiato fratellastro.
- Re Uther Pendragon (stagioni 1-3, guest stagioni 4 e 5), interpretato da Anthony Head, doppiato da Michele Gammino. Re di Camelot nelle prime tre stagioni e buon amico di Gaius, è il padre di Artù e Morgana e vedovo della Regina Igraine. Ha circa 53 anni e ha i capelli grigi. Odia la magia e tutti coloro che la usano, uccidendoli in vari modi. All'inizio della serie lo si capisce, osservando che sta facendo decapitare il figlio di una strega cattiva. Alla fine dell'episodio, dopo che Merlino ha salvato Artù, lo nomina servitore. Nella stagione si mostra non umile nei confronti dei servitori (tipo Merlino) e brutale anche nei confronti dei bambini che hanno la magia (come con il druido Mordred). Nel nono episodio della prima stagione, la strega Nimueh, che fece già negli episodi precedenti qualche magia o maledizione a Camelot, evocò dalla tomba il cognato di Uther, Ser Tristan, tornato per vendicarsi di lui, che fece uccidere la sorella Igraine. Questo accadde con la nascita di Artù, quando Uther chiese alla strega, in quanto la moglie era sterile, di fargli avere un bambino, per non far cessare la casata dei Pendragon. Questo accadde, ma con l'equilibrio della vita e della morte necessario, Igraine morì qualche secondo dopo la nascita del figlio. Accecato dalla rabbia per la morte dell'amata, esiliò Nimueh e diede inizio alla Grande Epurazione. Nel dodicesimo episodio, dopo la morte del padre di Gwen (accusato di aver combuttato con lo stregone Tauren) per mano sua, fu quasi ucciso da Morgana, stancata che facesse del male anche ai più indifesi e non colpevoli, ma alla fine dopo averle detto che la voleva bene, fu risparmiato e salvato da lei. Nel doppio episodio della seconda stagione (quinto e sesto), si sposa con Lady Catrina, una nobile (in realtà un troll), che gli fa un incantesimo d'amore. Nell'ottavo episodio, rivela che la ragazza che ha sfidato e sconfitto Artù, è la sacerdotessa Morgause, figlia di Lord Gorlois e Lady Vivienne e sorellastra di Morgana e, dopo aver saputo della sua nascita proprio da Morgause, Artù combatte'  con lui. Nell'undicesimo si scopre che nascose nella stanza dei tesori di Camelot, il cristallo di Neathid, un cristallo molto usato dai maghi nella Grande Epurazione. Nel tredicesimo, dopo la scomparsa di Morgana e la liberazione del Grande Drago, ordina ad Artù di andare a trovare Balinor, padre di Merlino e ultimo signore dei Draghi, che li libererebbe dal Drago. Nei primi due episodi della terza stagione, Morgana, in conbutta con Morgause, gli fanno un incantesimo, facendogli avere le visioni di sua moglie Igraine e di tutti i bambini e le donne che fece uccidere. Anche se Merlino distrusse la sorgente dell'incantesimo e aiutò a fermare l'armata di Re Cenred, Morgana si prese il merito, continuando a tramare la vendetta. Nella terza stagione Uther: fu pelato temporaneamente (terzo episodio), esiliò il guerriero Galvano (quarto), fu quasi ucciso da Morgana, salvato dall'intervento di Merlino (quinto) e firmò un contratto di matrimonio per Artù e la figlia Elena dell'amico e Re Olaf (sesto). Nel nono episodio fu avvelenato e nel decimo proibì la relazione di Artù e Ginevra, esiliando quest'ultima e, a causa di un imbroglio fatto da Morgana, condannandola a morte (ma poi non accadde, grazie alla comparsa di Merlino, travestito dal vecchio Dragoon). Nel finale della terza stagione, dopo il tradimento della figlia Morgana, salita al trono, rimase tristemente deluso e gli spezzò il cuore, perdendo il senno. Nella quarta stagione, dopo la caduta della tirannia di Morgana e la morte di Morgause, lo si vede, curato da Gwen, mentre Artù regge il regno. Dopo aver partecipato al compleanno di Artù, nel terzo episodio, viene ferito mortalmente da un uomo di Odin, mandato per uccidere Artù, il quale, dopo la incoscienza del padre, viene consigliato da Merlino e Gaius, ad usare la magia per curarlo. Merlino si traveste da Dragoon/Emrys e lo cura. L'incantesimo funziona, ma a causa di un ciondolo stregato di Morgana, Uther muore. L'ultima volta che lo si vede, è nel terzo episodio della quinta stagione, due o tre anni dopo la sua morte, che, ritornato dal mondo degli spiriti, vuole ritornare a regnare, deluso da Artù, che nominò cavalieri di origini umili e sposò Ginevra. Dopo aver scoperto il segreto magico di Merlino, cercò di dirlo ad Artù, ma prima di dirglielo, lui con un corno, donatogli da una vecchia strega e grazie al cui venne evocato, lo rispedi' nel regno degli spiriti per sempre.
- Kilgharrah, il Grande Drago (stagioni 1-3 e 5; guest stagione 4), voce originale di John Hurt, doppiato in lingua italiana da Renato Mori (stagioni 1 e 2) e da Massimo Corvo (stagioni 3-5). È un drago, l'unico che fu imprigionato e non ucciso da Uther nella Grande Epurazione, 20 anni prima, poco tempo dopo la nascita di Artù. È un drago molto anziano ed è l'unico della sua specie, prima della nascita di Aithusa. Il suo personaggio è ricorrente in tutte le stagioni, tranne nella quarta dove compare in 3 episodi. La prima volta che lo si vede è nel primo episodio, raccontando a Merlino il suo destino. Gli consiglia il meglio e gli parla di varie profezie, come la futura cattiveria di Morgana e Mordred o la fondazione di Albione da parte sua e di Artù. Solo lui e Gaius sanno dei poteri di Merlino. Nell'ultimo episodio della prima stagione, litiga con Merlino. Nel finale della seconda (2x13), dopo essere stato liberato da lui, attacca Camelot, distruggendo con il suo fuoco torri e la città e uccidendo tanta gente, arrabbiato con Uther per essere stato suo prigioniero per tutti quegli anni. Alla fine dell'episodio viene scacciato via da Merlino, diventato ultimo signore dei Draghi. Nel finale della terza stagione lo trasporta per prendere Excalibur cosicché sconfigga Morgana, Morgause e i loro cavalieri. Nel finale della quarta, lo aiuta a far ritornare la fiducia ad Artù. Compare l'ultima volta nell'ultimo episodio, dove porta Merlino ed Artù morto sulle sponde del lago di Avalon.
- Lord Agravaine de Bois (stagione 4), interpretato da Nathaniel Parker, doppiato da Roberto Pedicini. Fratello della Regina Igraine e di Ser Tristan, è il cognato di Uther e zio materno di Artù. Tra i personaggi principali, è quello che compare solo in una stagione. Compare nel primo episodio della quarta stagione, come consigliere di Artù. Si scopre che è in combutta con Morgana, per uccidere Uther e Artù. Nel terzo episodio, Morgana gli consegna un ciondolo stregato, cosicché lo metti sul collo di Uther, rimasto incosciente per una ferita mortale. Uther muore e lui complotta ancora, per uccidere il nipote. Nel quinto, dopo aver consigliato ad Artù di essere deciso, uccidendo il re di Carleoen e troncando la relazione con Gwen, consegna a Morgana la spada di Artù, la quale, la strega facendola appesantire cosicché perdi il combattimento con il guerriero migliore della moglie del defunto re di Carleoen, la regina Annis, che si vuole vendicare per la morte del marito. Nel sesto, porta Merlino, feritosi durante un combattimento, a Morgana, che gli fa un incantesimo, rendendolo suo servo. Nel frattempo, dice ad Artù, che sospetta di lui che è l'unico che sa tutte le vie che percorrono lui e i suoi cavalieri, che il traditore è Gaius. Dopo aver curato Morgana, ferita durante un combattimento con Emrys (Merlino), i due, in combutta con Alathor dei Catha, fanno rapire e torturare Gaius, creduto traditore a Camelot, per estorcergli l'identità di Emrys, che solo lui sa. Dopo aver resistito a lungo, lo rivela ad Alathor, il quale, in presenza di Merlino, non lo dice a Morgana, tradendola e aiutando Merlino. In seguito Agravaine con Galvano, venuto con Merlino, aiuta Gaius, facendo finta di non sapere niente sul suo rapimento. Nel nono episodio dà a Lancillotto, evocato da Morgana, un bracciale, che poi quest'ultimo darà a Gwen, per farla rinnamorare di lui. Questo accade e chiama ad Artù, per fargli vedere come si baciano Lancillotto e Gwen: lui viene imprigionato e poi si uccide, lei viene esiliata, con la sua felicità e quella di Morgana. Nell'undicesimo episodio complotta per rubare la mappa dei sotterranei di Camelot e darla a Morgana, alleata con il guerriero Helios, per attaccare Camelot. Nel doppio episodio del finale della quarta stagione attaccano Camelot e viene scoperto dal nipote Artù, che scappa con Merlino, Parsifal e Elyan, quest'ultimo poi catturato con Galvano e Gaius. Torturato Elyan, parte per Ealdor, città natale di Merlino, dove scappano per rifugiarsi. Dopo aver attaccato, gli altri, insieme a Gwen, vanno nelle gallerie, dove poco dopo aver scoperto che Merlino è Emrys, viene ucciso proprio da quest'ultimo.